# Il manoscritto scomparso
Il manoscritto scomparso (Fast and Loose) è un film del 1939 diretto da Edwin L. Marin.

## Trama
Un detective privato specializzato nella vendita e nel recupero di libri preziosi rubati, viene incaricato di ritrovare un antico manoscritto di Shakespeare che il figlio del proprietario ha venduto insieme a delle pubblicazioni per ricavarne del contante, le cose si complicano quando il venditore del libro muore assassinato.